# 門谷美佐
門谷 美佐（かどや みさ、1950年2月2日 - ）は、日本の女優、声優。神奈川県出身。本名および旧芸名は角谷 美佐子。

## 略歴
横須賀市立第一高等学校（現:横須賀市立横須賀総合高等学校）卒業。
ゼン・ヒラノアクティングゼミナール、俳協付属養成所2期出身。
以前は東京俳優生活協同組合に所属していた。

## 人物
声種はメゾソプラノ。
免許は普通自動車。趣味は旅行。

## 出演作品

### テレビドラマ
- 旅路（雪子）
- 赤い衝撃
- 腐蝕の構造
- 新五捕物帳
- Gメン'75　第138話「復顔術」（1978年） − 取立てられた主婦
- 江戸の旋風（1979年）
- 太陽にほえろ!
  - 第377話「秋深く」（1979年）
  - 第427話「小さな目撃者」（1980年）
  - 第444話「ドック刑事のシアワセな日」（1981年）
  - 第660話「デューク刑事登場!」（1985年）
  - 第684話「美しき花の誘惑」（1986年）
  - 第697話「マミーを怒らせた少年」（1986年）
  - 第708話「撃て! 愛を」（1986年） - 木村牧子
- 特捜最前線
  - 第209話「三千万を拾った刑事!」（1981年）
  - 第372話「老刑事、スニーカーを履く!」（1984年）
  - 第495話「女子大生就職内定殺人事件!」（1986年）
- 斬り捨て御免!（1982年）
- ねらわれた学園（1982年）
- 火曜サスペンス劇場「張り子の虎」　(1983年)
- スクール☆ウォーズ 第5話（1984年）
- 私鉄沿線97分署
  - 第3話（1984年）
  - 第77話「ママさん刑事はヤリガイの女王!?」（1986年） - 喫茶店主
- 心はロンリー気持ちは「…」II（1985年）
- 心はロンリー気持ちは「…」III（1986年）
- 月曜ドラマランド「結婚ゲーム2」（1986年）
- 時にはいっしょに（1986年) - 言泉堂出版・納谷
- 少年（1986年10月25日、NHK）
- イキのいい奴（1987年）
- 男たちによろしく（1987年）
- 愛の世界（1990年）
- 愛という名のもとに（1992年）
- 世にも奇妙な物語（1992年）
- 振り返れば奴がいる（1993年）
- ひとつ屋根の下
- 松本清張特別企画 父系の指（1995年）
- 星の金貨（1995年）
- 土曜ワイド劇場 大東京四谷怪談（1997年）
- 物書同心いねむり紋蔵（1998年）

### 実写映画
- お嫁においで（幸子）

### 特撮
- ウルトラマン80（川村秀美）
- 快獣ブースカ（新婦）
- スーパー戦隊シリーズ
  - ジャッカー電撃隊
  - 電子戦隊デンジマン
  - 太陽戦隊サンバルカン
  - 大戦隊ゴーグルファイブ（ヨウスケの母）
  - 科学戦隊ダイナマン（ヒロシの母）
  - 超電子バイオマン（ハルオの母）
  - 光戦隊マスクマン
- 東映不思議コメディーシリーズ
  - ロボット8ちゃん（ヘリチョンボの声）
  - バッテンロボ丸（パラットの声）
  - ペットントン（子犬の声）
  - 勝手に!カミタマン
- 透明ドリちゃん
- 冒険ファミリー ここは惑星0番地（まさみの母）

### テレビアニメ
- 怪物くん〈第2作〉（タカシの母）
- 機動戦士ガンダム（ゼナ・ザビ、ペルシア）
- ゲームセンターあらし（子供B）
- トム・ソーヤーの冒険（女、駅馬車の女）
- ドン・チャック物語
- パーマン〈第2作〉（子供、少女）
- プラレス3四郎（あやの母）
- ペリーヌ物語（グリゴリッチの長女 他）
- 星の王子さま プチ・プランス（母）
- みゆき（アイリス）
- ワンワン三銃士（婦人、美女、アラミスの恋人）

### 劇場版アニメ
- 機動戦士ガンダム（ペロ）

### 吹き替え
- ウルトラマンG ※第4話
- タイムマシーンにお願い